# Zawidów
Zawidów é um município da Polônia, na voivodia da Baixa Silésia e no condado de Zgorzelec. Estende-se por uma área de 6,07 km², com 4 259 habitantes, segundo os censos de 2016, com uma densidade de 701,6 hab/km².